# Muzeum Nikoły Wapcarowa
Muzeum Nikoły Wapcarowa (bułg. Музей "Никола Вапцаров") – dom w miejscowości Bansko, w Bułgarii, gdzie urodził się jeden z najpopularniejszych bułgarskich poetów XX w. Nikoła Wapcarow. Jedno z pierwszych muzeów w regionie pasma górskiego Piryn. Znajduje się na liście 100 krajowych atrakcji turystycznych.

## Historia
Dom, w którym urodził się poeta Nikoła Wapcarow (1909–1942), znajduje się w centrum miasta Bansko, w południowo-zachodniej Bułgarii, w obwodzie błagojewgradzkim. Jako muzeum funkcjonuje od 1952 r. decyzją komitetu wykonawczego, na podstawie decyzji Biura Politycznego Centralnego Komitetu Bułgarskiej Partii Komunistycznej z 4 kwietnia 1952 r. Oficjalnie udostępniono go zwiedzającym 6 maja 1956 r.
W budynku dokonano trzech rekonstrukcji, w 1960, 1979 i 1992 r. Zgodnie z wolą i pomocą matki poety Eleny Wacparowej, jej drugiego syna Borysa i córki Rajny, wygląd wnętrz przywrócono do czasów z dzieciństwa Nikoły.   
Muzeum składa się z 3 części – sali audiowizualnej w 2 pokojach, o pojemności 40 miejsc, w której prezentowana jest biografia poety od narodzin do śmierci; autentyczna ekspozycja etnograficzna i osobna sala audiowizualna poświęcona poezji Wapcarowa. W muzeum znajdują się także kopie rękopisów poety i pierwsze publikacje jego wierszy, zebrane później w osobnym tomie. W zbiorach znajduje około 3000 eksponatów, w tym oryginalne, zachowane części garderoby: garnitur, koszula i zegarek, noszone przed rozstrzelaniem. Informacje o poecie odtwarzane się w języku angielskim, niemieckim, francuskim i rosyjskim. 
Muzeum znajduje się na liście 100 atrakcji turystycznych Bułgarskiego Związku Turystycznego.

## Galeria

Muzeum Nikoły Wapcarowa
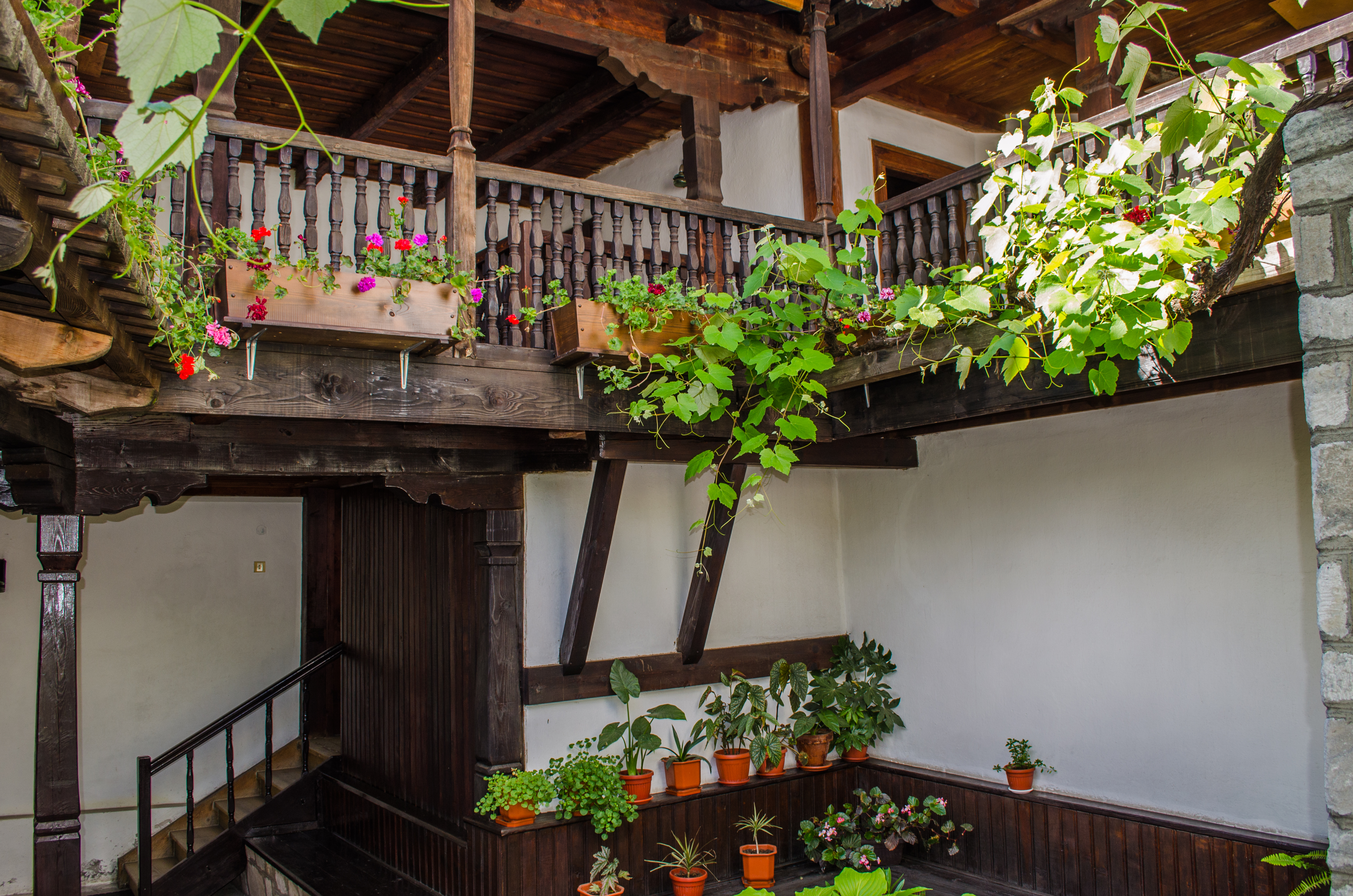
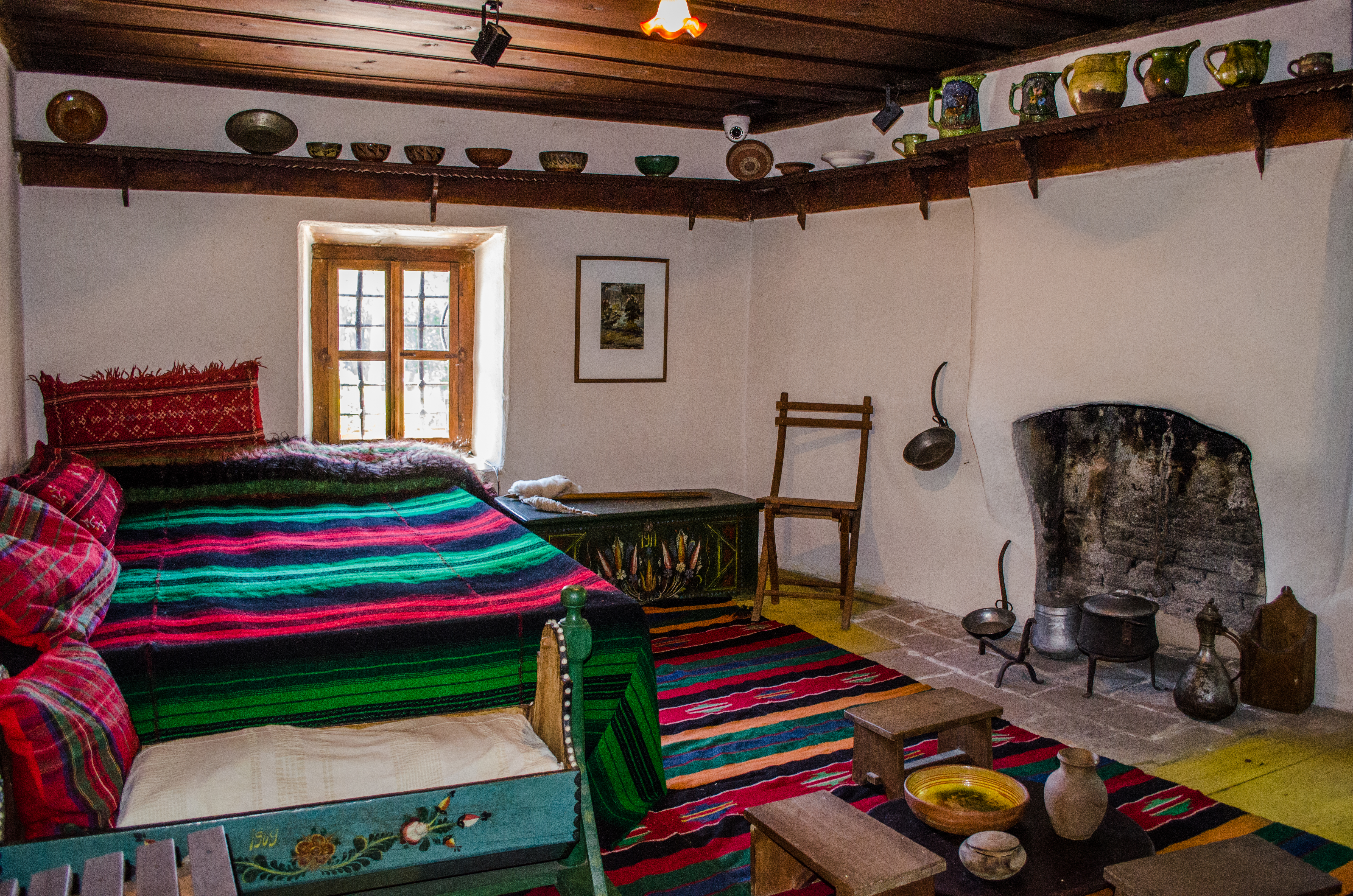
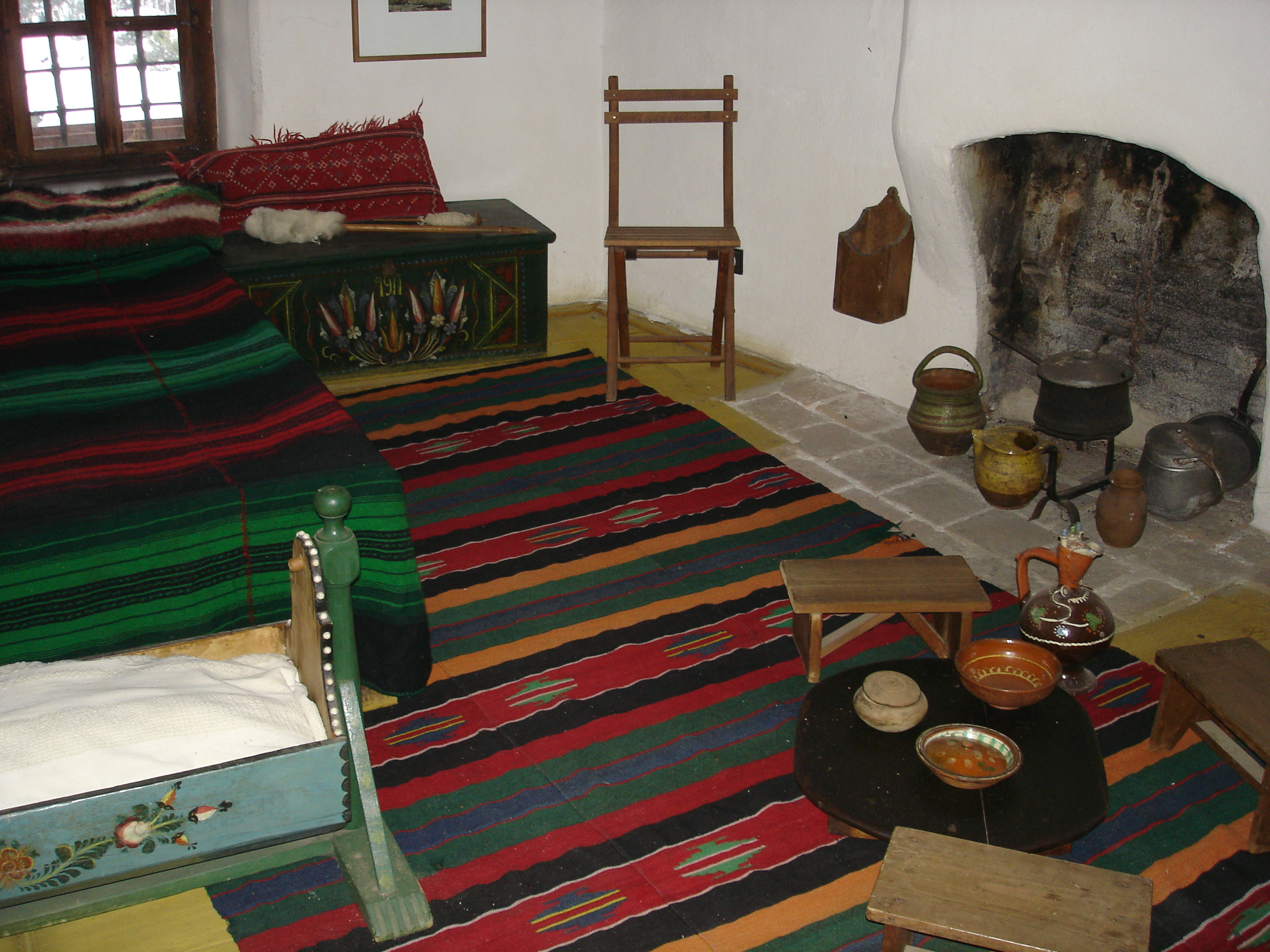
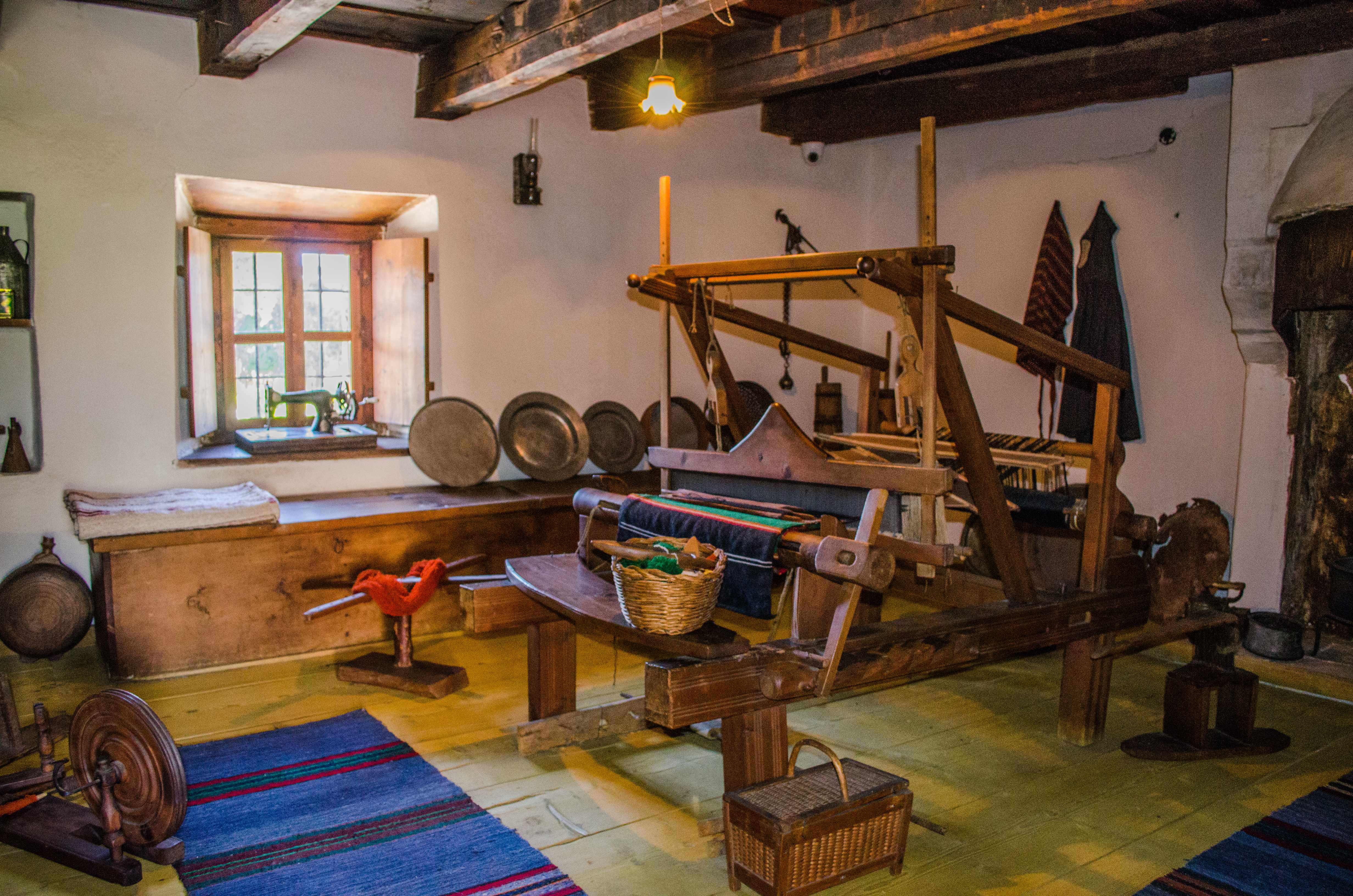